# Сесилия Вега
Сесилия Вега (на английски: Cecilia Vega) е френска порнографска актриса.
Родена е на 10 февруари 1977 година в град Клермон-Феран, Франция. Дебютира в порнографската индустрия през 2006 година, когато е на 29 години.

## Награди
- 2007: Extasia награда за най-добра дебютантка (Франция).[1]
- 2008: Европейска X награда на Брюкселския международен фестивал на еротиката за най-добра звезда.[2]
- 2009: Hot d'Or награда за най-добра жена френски изпълнител.[3]
- 2009 AVN награда – Best Sex Scene In A Foreign Shot Production – Ass Traffic 5
- 2009: Номинация за AVN награда за жена чуждестранен изпълнител на годината.[4]
- 2009: Номинация за Hot d'Or награда за най-добра френска актриса – за изпълнението на ролята ѝ във филма „Бланш, Алис, Санди и други“.[5][6]
- 2010: Номинация за AVN награда за жена чуждестранен изпълнител на годината.[7]
- 2010 AVN награда – Best Group Sex Scene – The Brother Load
- 2010 AVN награда – Best Double Penetration Sex Scene – Slutty & Sluttier 9

## Филмография
- Campeuses à la Ferme (2009) de Christian Lavil
- All About Me 3 (2009)
- Anal Cavity Search 7 (2009)
- Anal Prostitutes on Video 7 (2009)
- Ass Titans 2 (2009)
- Big Butts Like It Big 4 (2009)
- Bitchcraft 6 (2009)
- European Vacation (2009)
- Hand to Mouth 8 (2009)
- Housewives Gone Black 9 (2009)
- I Came in Your Mom 2 (2009)
- Raw (2009)
- Slutty & Sluttier 9 (2009) de Manuel Ferrara
- The Brother Load (2009)
- Two Big, Black & On the Attack (2009)
- Cap d'Agde interdit (2008)
- Marie-Noëlle (2008)
- Bienvenue chez les ch'tites coquines (2008) de Fabien Lafait
- Ce soir je couche avec vous (2008) de Fabien Lafait
- Les Majorettes (2008) de Yannick Perrin
- Ass Traffic 5 (2008)
- Dirty Dreams 8 (2008)
- Eskade: The Submission (2008)
- Evil Anal 6 (2008)
- French Angels (2008)
- Ludivine (2008)
- MILF Thing 3 (2008)
- Rocco: Puppet Master 1 & 2 (2008)
- Sperm Swap 5 (2008)
- Au plus profond de Cecilia (2008) de Christian Lavil
- Glamour Dolls 2 (2007)
- Le sanctuaire (2007) (V. Communications) de Jack Tyler
- Taxi de nuit (2007)